# Повітря Парижа (фільм)
«Повітря Парижа» (фр. L'Air de Paris) — французький фільм 1954 року режисера Марселя Карне за романом Жака Віо (Jacques Viot): «Сова». Актор Жан Габен виграв «Кубок Вольпі» у номінації найкращий актор на Венеційському кінофестивалі в 1954 році за гру в фільмах «Повітря Парижа» та «Не торкайтесь здобичі».

## Сюжет
Простий симпатичний хлопець-сирота Андре Менар, що мріє вирватися зі злиднів, знаходить частинку від браслету, що випадково відірвався і впав з руки прекрасної незнайомки, що проїжджала в поїзді повз нього. Ця швидкоплинна зустріч перевернула пізніше його життя.
На похороні товариша-боксера він знайомиться з тренером Віктором ле Гарре, фанатиком своєї справи. Колишній боксер Віктор працює у тренажерному залі і мріє знайти талановитого юнака, який стане чемпіоном і реалізує його амбіції, які він сам не зміг здійснити. Його дружина Бланш допомагає і веде бухгалтерський облік. Побачивши Андре, Віктор розуміє, що це «коштовний камінь», який він все життя сподівався знайти, і вмовляє його професійно зайнятися боксом під своїм керівництвом. Андре згоден на все заради слави і грошей, хоч спортивна дисципліна вимагає позбутися навіть найпростіших втіх життя.
І нагорода приходить. Віктор знаходить для Андре роботу вантажника у крамниці, його «акції» як боксера зростають. І знову випадково він зустрічає в кафе незнайомку з поїзда — Корін, яка виявилася паризькою моделлю, і знайомиться з нею. Однак їх короткочасне кохання не має перспективи, вони знаходяться на дуже різних щаблях соціальної драбини. Кохання вибиває Андре з колії, однак Віктор не залишає його самотнім, коли той відчуває себе пригніченим після короткого нещасливого роману з Корін.

## Ролі виконують
- Жан Габен — Віктор ле Гарре, боксер, тренер
- Арлетті — Бланш, дружина Віктора
- Роланд Льєзафр — Андре Менар, залізничник, боксер
- Марі Даєм — Корін, паризька модель
- Фолько Люллі — Анджело, власник крамниці
- Марія-Пія Казіліо — Марія, дочка Анджело
- Аве Нінші — Анджела, дружина Анджело

## Нагороди і номінації
Фільм «Повітря Парижа» став четвертою і останньою спільною роботою Марселя Карне з Жаном Габеном — разом з яким вони не зробили жодної слабкої або посередньої кінокартини.
- 1954 — Жан Габен здобув Кубок Вольпі у номінації найкращий актор на 15-му Венеційському кінофестивалі, де Марсель Карне був номінований на Золотого лева як режисер.